# Neunzehn
Die Neunzehn (19) ist die natürliche Zahl zwischen Achtzehn und Zwanzig.

## Mathematisches
Sie ist ungerade und eine Primzahl. Außerdem ist sie eine Størmer-Zahl.

## Sprachliches
Das lateinische Zahlwort novemdecim findet sich im wissenschaftlichen Namen (Anisosticta novemdecimpunctata) für den Neunzehnpunkt-Marienkäfer.

## Kultur und Gesellschaft
Es gibt einige bekannte Songs mit der Neunzehn im Titel, die sich meist auf das entsprechende Lebensalter junger Erwachsener beziehen. So platzierte Paul Hardcastle mit "Nineteen" 1985 einen Nummer-1-Hit in den Deutschen Charts. Der Text bezieht sich auf das Durchschnittsalter der getöteten amerikanischen Soldaten im Vietnamkrieg. Ein weiterer Antikriegssong ist I Was Only 19 (A Walk in the Light Green), der australischen Gruppe Redgum. Weitere Titel sind "Hey, Nineteen" von Steely Dan und "Nineteen Forever" von Joe Jackson. Ebenfalls auf das Alter 19 bezieht sich der DEFA-Film Ich war neunzehn von 1968. Die Rolling Stones hatten in den 1960ern einen Nr-1-Hit mit ihrem Song "Nineteenth Nervous Breakdown". Das Album „19“ von Adele ist ebenfalls nach dem Lebensalter der Künstlerin benannt.
In der Musik wurde und wird verschiedentlich Versuche mit einer neunzehnstufigen Stimmung gearbeitet, die die Oktave in 19 gleich große Schritte unterteilt.
Weiterhin nimmt die 19, ebenso wie die 99 und 1999 eine besondere Rolle in Der dunkle Turm von Stephen King ein. In der Reihe sind alle handlungstragenden Dinge in irgendeiner Art und Weise mit diesen Zahlen verbunden, z. B. 19 Buchstaben im Namen. Dadurch wurde "19 sein" bei den Fans der Begriff für alle merkwürdig-unheimlichen Zufälle.
Alexander Fadejew schrieb 1927 den Roman „Die Neunzehn“ über den Kampf von Partisanen gegen japanische Truppen; von Doris Lessing stammt die Novelle To Room Nineteen (1963).
Das Wappen der Stadt Bad Bentheim zeigt 19 goldene Kugeln. Das Wappen von Büsingen am Hochrhein zeigt 19 Weinbeeren.

## Mythologie und Religion
Im Islam gibt es einige Bezüge zur Zahl Neunzehn, so wird der Eingang zur Hölle von 19 Engeln bewacht. Die Basmala besteht aus 19 Buchstaben. 1974 hat der ägyptische Biochemiker Rashad Khalifa einen 19er Code im Koran gefunden („Korancode“). 
Im Babismus wurde die Zahl 19 als mystische oder heilige Zahl (vergleichbar mit der Zahl 12 im Christentum) betrachtet. Darum basiert auch der Kalender des Bahaitums, der sog. Badi-Kalender, auf der Zahl 19.

## Wissenschaft und Technik

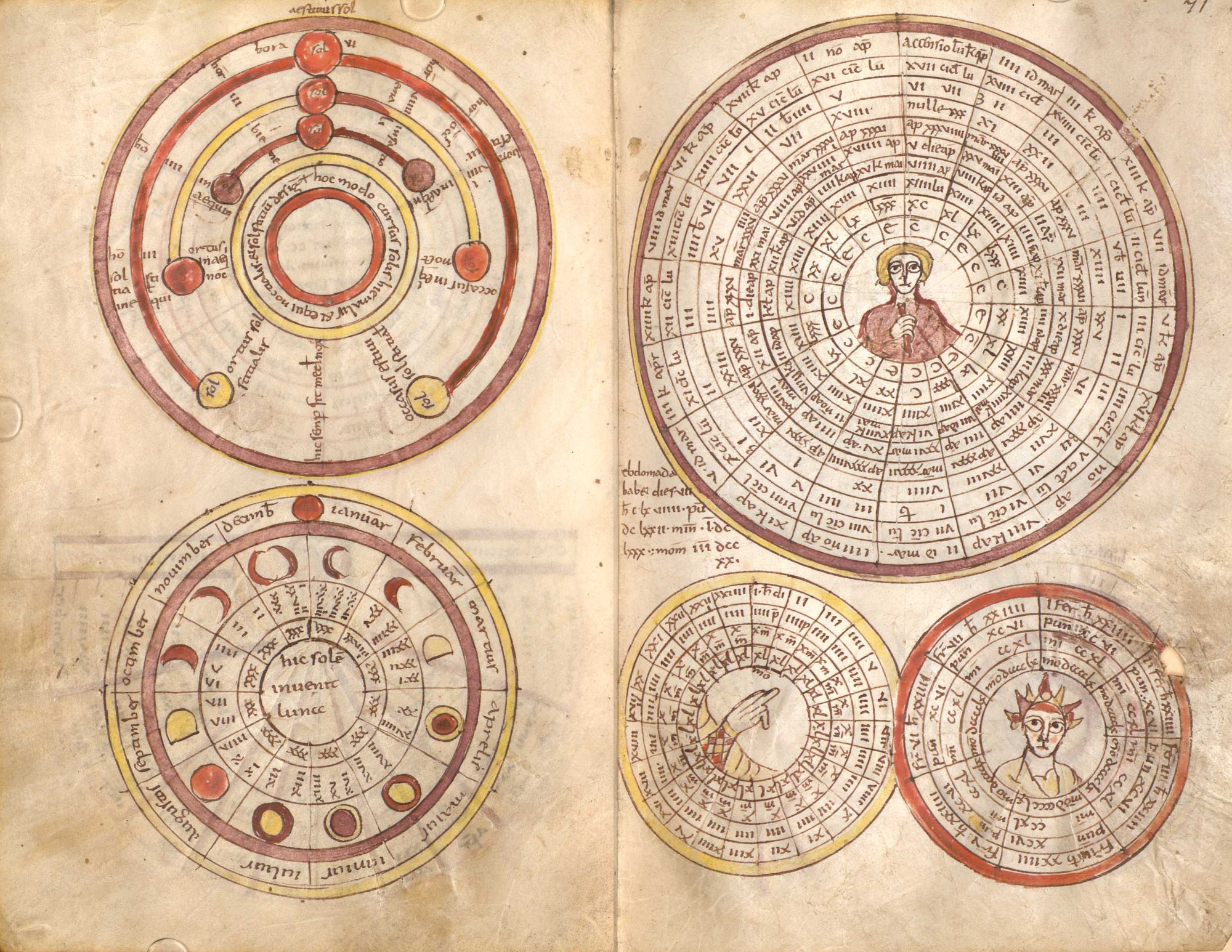
Kreisschema zum 19-jährigen Mondzyklus aus dem ehemaligen Benediktinerkloster Sankt Emmeram

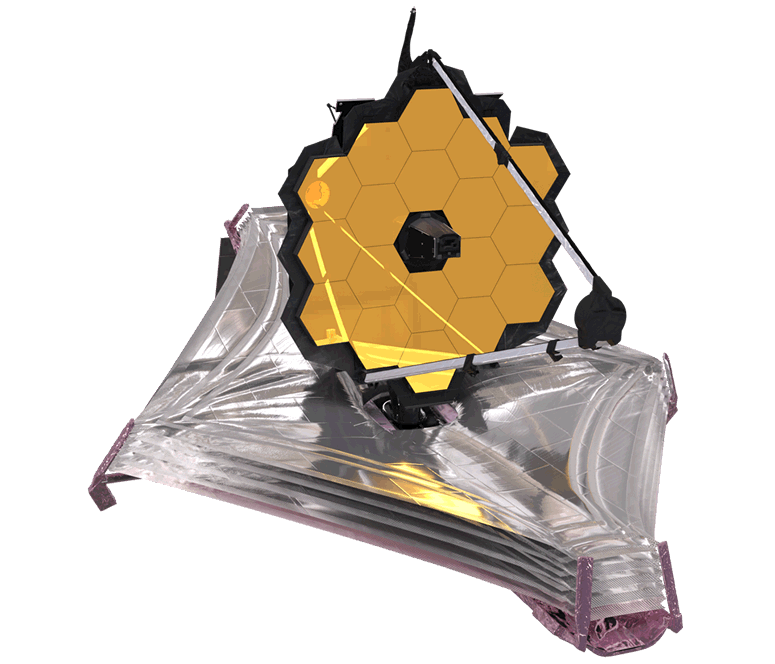
James-Webb-Weltraumteleskop

- Die Dauer eines Meton-Zyklus beträgt 19 tropische Jahre. Das entspricht auf gut zwei Stunden genau sowohl der Dauer von 235 synodischen Monaten als auch der Dauer von 254 siderischen Perioden. Davon waren bereits in prähistorischer Zeit die Kalender, insbesondere Lunisolarkalender beeinflusst.[1]
- 19 ist die Ordnungszahl von Kalium.
- 19 ist annähernd die Atommasse des Reinelements Fluor, wobei 19F sein einziges stabiles Isotop ist.
- Es existieren 19 natürlich vorkommende chemische Elemente, die monoisotopisch und ebenfalls stabil (nicht radioaktiv) sind.
- Das Chromosom 19 des Menschen besitzt die höchste Gendichte aller Chromosomen.[2]
- 19 Windmühlen bei Kinderdijk werden als Windpumpen betrieben, um aus den Poldern überschüssiges Wasser abzupumpen und auf diese Weise das Land urbar zu machen.
- Das James-Webb-Weltraumteleskop besitzt eine geometrische Anordnung aus 19 Sechsecken, die einem Magischen Sechseck mit {\displaystyle n=3} entspricht.